# Lucifer Incestus
Lucifer Incestus è il quarto album del gruppo blackened death metal Belphegor.

## Tracce
1. Intro: Inflamate Christianos – 0:30
2. The Goatchrist – 4:17
3. Diaboli Birtus In Lumbar Est – 3:47
4. Demonic Staccato Erection – 4:59
5. Paradise Regained – 4:10
6. Fukk The Blood Of Christ – 5:45
7. Lucifer Incestus – 2:42
8. The Sin-Hellfucked – 5:42
9. Fleischrequiem 69: Outro – 4:16